# Love Songs (álbum de Yanni)
Love Songs , es un álbum de compilación del músico griego  Yanni, lanzado bajo el sello Private Music en 1999.

## Temas
| #   | Tema                   | Duración |
| --- | ---------------------- | -------- |
| 1.  | "In the Morning Light” | 3:50     |
| 2.  | "So Long My Friend”    | 3:50     |
| 3.  | "To The One Who Knows" | 5:37     |
| 4.  | "Almost a Whisper"     | 3:10     |
| 5.  | "Before I Go"          | 04:31    |
| 6.  | "In The Mirror”        | 04:08    |
| 7.  | "First Touch"          | 3:02     |
| 8.  | "Enchantment"          | 03:54    |
| 9.  | "Felitsa”              | 04:54    |
| 10. | "Secret Vows"          | 03:58    |
| 11. | "Whispers in the Dark" | 05:27    |
| 12. | "To Take...To Hold"    | 03:58    |

## Personal
Todos los temas musicales presentes en este disco fueron compuestos por Yanni